# Sony Xperia E3
El Sony Xperia E3 es un teléfono inteligente Android manufacturado por Sony, de la familia Xperia. Fue lanzado al mercado el 3 de septiembre de 2014 en el marco de IFA 2014 como un teléfono móvil en la gama de entrada a media, siendo en prestaciones el sucesor del Sony Xperia E1. 

## Pantalla
Xperia E3 posee una pantalla IPS capacitiva de 4.5 pulgadas con capacidad multitáctil. Su resolución es de 854x480 píxeles, y soporta 16 millones de colores.

## Hardware
Cuenta en su interior por un procesador Qualcomm MSM8926 de 1,2 GHz de cuádruple núcleo (variantes D2203, D2206 y D2243), mientras que las variantes D2202 y D2212 están soportadas por un procesador Qualcomm MSM8226. El teléfono tiene una memoria interna de 4 GB (1.7 GB de ellos accesibles para el usuario) y soporta tarjetas de memoria MicroSD de hasta 32 GB. Posee 1 GB de RAM y una GPU Adreno 305. Su batería Li-ion de 2330 mAh hace que dure hasta dos días estando en uso, y 706 horas estando en reposo.

## Software
Xperia E3 corre la versión de Android 4.4 KitkKat con la Interfaz de Usuario Timescape de Sony. De forma no oficial y por la iniciativa Developer World de Sony, puede ejecutar Android 5.1 Lollipop y Android 6.0 Marshmallow.

## Variantes
El Xperia E3 posee las siguientes variantes alrededor del mundo:
| Modelo           | Bandas | Referencias |
| ---------------- | --- | ----------- |
| D2202            | UMTS HSPA+ 900 (Banda VIII), 850 (Banda V), 1900 (Banda II), 2100 (Banda I) MHz GSM GPRS/EDGE 850, 900, 1800, 1900 MHz                                                         | [ 4 ]       |
| D2203            | UMTS HSPA+ 900 (Banda VIII), 850 (Banda V), 2100 (Banda I) MHz GSM GPRS/EDGE 850, 900, 1800, 1900 MHz. Bandas LTE 1, 3, 5, 7, 8, 20                                            | [ 5 ]       |
| D2206            | UMTS HSPA+ 850 (Banda V), 1700 (Banda IV), 1900 (Banda II), 2100 (Banda I) MHz GSM GPRS/EDGE 850, 900, 1800, 1900 MHz. Bandas LTE 2, 4 (AWS), 7,17                             | [ 6 ]       |
| D2212 (dual SIM) | SIM 1: UMTS HSPA+ 900 (Banda VIII), 850 (Banda V), 1900 (Banda II), 2100 (Banda I) MHz. GSM GPRS/EDGE 850, 900, 1800, 1900 MHz . SIM 2: GSM GPRS/EDGE 850, 900, 1800, 1900 MHz | [ 6 ]       |
| D2243            | UMTS HSPA+ 850 (Banda V), 1700 (Banda IV), 1900 (Banda II), 2100 (Banda I) MHz GSM GPRS/EDGE 850, 900, 1800, 1900 MHz. Bandas LTE 4, 7,17                                      | [ 6 ]       |

## Otras especificaciones
Xperia E3 posee una cámara de 5.0 megapíxeles (2560x1920 píxeles), la cual puede capturar tanto fotos como vídeos en alta definición (1080p). También posee Bluetooth v2.1 + EDR con A2DP, GPS Asistido y Wi-Fi IEEE 802.11b/g/n y una cámara frontal VGA de 0.3 megapixeles (640 x 480) así como intercomunicación entre diferentes dispositivos mediante tecnología NFC.

## Premios y distinciones
El Sony Xperia E3 fue galardonado con el premio de diseño de producto Red Dot 2015 con la categoría "Best of the Best" junto al Xperia Z3, Xperia Z3 Compact, Xperia Z3 Tablet y Xperia T2 Ultra.

## Aplicaciones únicas de Sony
Debido a su fabricante, el teléfono posee aplicaciones únicas de Sony, como:
- Álbum: típica galería en donde se pueden ver todas las imágenes y vídeos encontrados en cualquier parte del teléfono, escaneándolos automáticamente.
- Películas: permite ver todos los vídeos que se encuentren en la memoria interna, la memoria del teléfono y la tarjeta SD y, al igual que en el Álbum, escanea automáticamente.
- TrackID™: ésta aplicación se conoció en los primeros Sony Ericsson con Internet, y sirve para escanear el audio que estés escuchando y mostrar detalles acerca de éste.
- WALKMAN: reproductor de música único de Sony.